# Cantó de Marnay
El cantó de Marnay és un cantó francès del departament de l'Alt Saona, situat al districte de Vesoul. Té 18 municipis i el cap és Marnay.

## Municipis
- Avrigney-Virey
- Bay
- Beaumotte-lès-Pin
- Bonboillon
- Brussey
- Chambornay-lès-Pin
- Charcenne
- Chenevrey-et-Morogne
- Courcuire
- Cugney
- Cult
- Étuz
- Hugier
- Marnay
- Pin
- Sornay
- Tromarey
- Vregille

## Història
| Data d'elecció                           | Identitat             | Partit                     | Qualitat |
| ---------------------------------------- | --------------------- | -------------------------- | -------- |
| 1945-1951                                | M. Grillier           | Divers droite              |          |
| 1951-1961                                | Fernand Perrot-Migeon | Radical                    |          |
| 1961-1976                                | Henri Pêtre           | CNIP, després RI           |          |
| 1976-2001                                | Michel Jurain         | UDF, després Divers droite |          |
| 2001-                                    | Maurice Fassenet      | Divers gauche              |          |
| les dades anteriors no són pas conegudes |                       |                            |          |
|                                          |                       |                            |          |

## Demografia
| A partir de 1990: Població sense dobles comptes |